# 克朗梅爾 (堪薩斯州)
克朗梅爾（英語：Clonmel）是位於美國堪薩斯州塞奇威克縣的一個非建制地區。

## 地理
克朗梅爾所處的海拔為高於海平面418米（即1371英呎），而該地所採用的時區為UTC-6，即北美中部時區（CST）。同時該地設有夏令時間，為UTC-6調快一小時，即UTC-5（CDT）。